# Strubellia paradoxa
Strubellia paradoxa is een slakkensoort uit de familie van de Acochlidiidae. De wetenschappelijke naam van de soort is voor het eerst geldig gepubliceerd in 1892 door Strubell.